# Calophasia oxygramma
Calophasia oxygramma là một loài bướm đêm trong họ Noctuidae.